# Saison 6 de Glee
Chronologie
Saison 5
Cet article présente le guide des épisodes de la sixième saison de la série télévisée Glee.
Le 19 avril 2013, la série a été renouvelée pour une sixième et dernière saison de treize épisodes. 
Elle est diffusée du 9 janvier au 20 mars 2015 aux États-Unis sur la chaîne FOX en simultané sur Citytv au Canada.
En France cette saison est diffusée du 27 juin au 1er août 2015 sur OCS Max et du 11 avril au 22 avril 2016 sur W9.

## Synopsis
Au cours des cinq dernières années, la série a suivi la dynamique d'un groupe d'élèves depuis les couloirs de McKinley jusqu'aux rues de New York, lorsqu'ils se sont embarqués dans la vie après le lycée. À présent, après son échec humiliant comme actrice de série TV, Rachel rentre à Lima pour comprendre ce qu'elle veut faire. Après avoir découvert que Sue Sylvester a banni les arts à McKinley, Rachel prend sur elle de rétablir et de diriger le Glee Club. Elle s'aperçoit que Blaine, Will et Sam occupent désormais des postes surprenants. Tout au long de la saison, d'autres anciens élèves réapparaîtront à McKinley. 

## Distribution

### Acteurs principaux
- Chris Colfer (VF : Olivier Podesta) : Kurt Hummel
- Darren Criss (VF : Stanislas Forlani) : Blaine Anderson
- Dot Jones (VF : Denise Metmer) : Shannon Beiste / Sheldon Beiste
- Jane Lynch (VF : Josiane Pinson) : Sue Sylvester
- Kevin McHale (VF : Taric Mehani) : Artie Abrams
- Lea Michele (VF : Kelly Marot) : Rachel Berry
- Matthew Morrison (VF : Xavier Fagnon)  : Will Schuester
- Chord Overstreet (VF : Antoine Schoumsky) : Sam Evans
- Amber Riley (VF : Adeline Moreau) : Mercedes Jones

### Acteurs secondaires
- Jenna Ushkowitz : Tina Cohen-Chang
- Dianna Agron : Quinn Fabray
- Mark Salling : Noah Puckerman
- Heather Morris : Brittany Pierce
- Naya Rivera : Santana Lopez
- Becca Tobin : Kitty Wilde (en)
- Lauren Potter : Becky Jackson
- Billy Lewis Jr. : Mason McCarthy
- Laura Dreyfuss : Madison McCarthy
- Samantha Ware : Jane Hayward
- Noah Guthrie : Roderick Meeks
- Marshall Williams : Spencer Porter
- Harry Hamlin (VF : Philippe Dumond) : Walter
- Max Adler : Dave Karofsky
- Max George (VF : Tony Marot) : Clint, le leader des Vocal Adrenaline

### Invités
- Jim Rash : Lee Paulblatt (épisode 1)
- Brian Stokes Mitchell : LeRoy Berry (épisode 1)
- Iqbal Theba : Principal Figgins (épisodes 1, 4, 12)
- NeNe Leakes : Roz Washington (épisode 3)
- Ivonne Coll : Alma Lopez, la grand-mère de Santana (épisodes 6 et 8)
- Jennifer Coolidge (VF : Patricia Piazza) : Whitney Pierce, la mère de Brittany (épisodes 6 et 8)
- Ken Jeong : le père de Brittany (épisodes 6 et 8)
- Jayma Mays : Emma Pillsbury Schuester (épisode 7, 12 et 13)
- Alex Newell : Wade Adams / « Unique » (épisodes 7 et 13)
- Mike O'Malley: Burt Hummel (épisodes 8, 12 et 13)
- Romy Rosemont : Carole Hudson-Hummel (épisodes 8 et 13)
- Harry Shum Jr : Mike Chang (épisodes 8 et 13)
- Vanessa Lengies : Sugar Motta (épisodes 8 et 13)
- Gina Gershon (VF : Juliette Degenne) : Pam Anderson, la mère de Blaine (épisode 8)
- Gloria Estefan : Maribel Lopez, la mère de Santana (épisode 8)
- Jonathan Groff : Jesse St James (épisodes 11 et 13)
- Bex Taylor-Klaus : une gothique (épisode 12)
- Jessalyn Gilsig : Terri Delmonico (épisodes 12 et 13)
- Kent Avenido : Howard Bamboo (épisode 12)
- Cory Monteith : Finn Hudson (épisode 12, images d'archives)
- Dijon Talton : Matt Rutherford (épisodes 12 et 13)
- Jacob Artist : Jake Puckerman (épisode 13)
- Ashley Fink : Lauren Zizes (épisode 13)
- Blake Jenner : Ryder Lynn (épisode 13)

## Épisodes

### Épisode 1: La lose
- États-Unis /  Canada : 9 janvier 2015 sur Fox[5] / Citytv
- France : 
  - 27 juin 2015 sur OCS Max[6]
  - 11 avril 2016 sur W9[7]

- États-Unis : 2,34 millions de téléspectateurs[9]

- Jim Rash (Lee Paulblatt)
- Brian Stokes Mitchell (LeRoy Berry)

- Uninvited d'Alanis Morissette (Rachel Berry)
- Suddenly Seymour de la comédie musicale Little Shop of Horrors (Blaine Anderson et Rachel Berry)
- Sing d'Ed Sheeran (Blaine et les Warblers)
- Dance the Night Away de Van Halen (Vocal Adrenaline)
- Let it Go du film Frozen (Rachel Berry)

- Loser Like Me est une chanson originale de la série.
- Le titre de la série de Rachel, Tellement Rachel ("That's So Rachel" en version originale) fait référence à une série de Disney Channel : That's So Raven ("Phénomène Raven" en version française.)
- On peut entendre la chanson Loser Like Me jouée pendant le café entre Blaine et Rachel au début de l'épisode.
- La chanson Karma Chameleon de Culture Club devait être reprise par Rachel mais elle a été coupée au montage.

### Épisode 2: Retour au bercail
- États-Unis /  Canada : 9 janvier 2015 sur Fox[5] / Citytv
- France : 
  - 27 juin 2015 sur OCS Max
  - 11 avril 2016 sur W9[7]

- États-Unis : 2,34 millions de téléspectateurs[9]

- Take on Me de A-ha (Les anciens)
- Tightrope de Janelle Monáe feat Big Boi (Jane)
- Problem d'Ariana Grande feat Iggy Azalea (Quinn Fabray, Santana Lopez, Brittany Pierce et Artie Abrams)
- Mustang Sally de Wilson Pickett (Roderick, Quinn Fabray, Santana Lopez et Brittany Pierce)
- Home d'Edward Sharpe and the Magnetic Zeros (Les anciens et les New Directions)
- Viva Voce de The Rocketboys (Roderick, en fond a cappella)

### Épisode 3: Les combinaisons dangereuses
- États-Unis /  Canada : 16 janvier 2015 sur Fox / Citytv
- France : 
  - 4 juillet 2015 sur OCS Max
  - 11 avril 2016 sur W9[7]

- États-Unis : 1,98 million de téléspectateurs[10]

- It’s Too Late  de Carole King (Kurt Hummel et Blaine Anderson)
- Hand in My Pocket / I Feel the Earth Move  d'Alanis Morissette / Carole King (Santana Lopez et Brittany Pierce)
- Will You Still Love Me Tomorrow / Head over Feet de The Shirelles / Alanis Morissette (Mason et Jane)
- So Far Away de Carole King (Quinn Fabray et Tina Cohen-Chang)
- You Learn / You've Got a Friend d'Alanis Morissette / Carole King (Les anciens)

- Épisode hommage aux albums Jagged Little Pill d'Alanis Morissette et Tapestry de Carole King.
- La chanson You Oughta Know d'Alanis Morissette devait être reprise par Quinn et Tina, mais elle a été annulée.

### Épisode 4: Vengeance en série,1repartie
- États-Unis /  Canada : 23 janvier 2015 sur Fox / Citytv
- France : 
  - 4 juillet 2015 sur OCS Max
  - 12 avril 2016 sur W9[7]

- États-Unis : 1,82 million de téléspectateurs[11]

- Bitch de Meredith Brooks (Sue Sylvester)
- A Thousand Miles de Vanessa Carlton (Rachel Berry et Sam Evans)
- Rock Lobster des B52's (Vocal Adrenaline)
- Whip It de Devo (Vocal Adrenaline)

### Épisode 5: Vengeance en série,2epartie
- États-Unis /  Canada : 30 janvier 2015 sur Fox / Citytv
- France : 
  - 11 juillet 2015 sur OCS Max
  - 12 avril 2016 sur W9[7]

- États-Unis : 1,85 million de téléspectateurs[12]

- My Sharona de The Knack (Les Warblers)
- You Spin Me Round (Like a Record) de Dead Or Alive  (Les Warblers)
- It Must Have Been Love de Roxette (Kitty, Spencer et les New Directions)
- Father Figure de George Michael (Roderick et les New Directions)
- All Out Of Love de Air Supply (Mason, Madison et les New Directions)

### Épisode 6: Mentors tout-terrain
- États-Unis /  Canada : 6 février 2015 sur Fox / Citytv
- France : 
  - 11 juillet 2015 sur OCS Max
  - 13 avril 2016 sur W9[7]

- États-Unis : 1,58 million de téléspectateurs[13]

- I'll Never Fall in Love Again de Dionne Warwick (Sam Evans et Rachel Berry)
- Baby It's You de The Shirelles (Mercedes Jones, Santana Lopez, Brittany Pierce et Rachel Berry)
- Wishin' And Hopin' de Dionne Warwick (Brittany Pierce, Artie Abrams, Sam Evans et Blaine Anderson)
- Arthur's Theme (Best That You Can Do) de Christopher Cross (Blaine Anderson, Artie Abrams, Roderick Meeks, Mason McCarthy, Spencer Porter avec Kurt Hummel et Sam Evans)
- (They Long To Be) Close To You de The Carpenters (Sam Evans)
- Promises, Promises de la comédie musicale Promises, Promises (Rachel Berry)
- Alfie de Cilla Black (Santana Lopez)
- What the World Needs Now de Jackie DeShannon (Les anciens, les New Directions et Will Schuester)

### Épisode 7: Transitions
- États-Unis /  Canada : 13 février 2015 sur Fox / Citytv
- France : 
  - 18 juillet 2015 sur OCS Max
  - 14 avril 2016 sur W9[7]

- États-Unis : 1,81 million de téléspectateurs[14]

- Jayma Mays: Emma Pillsbury
- Dot Jones : Shannon Beiste
- Alex Newell : Wade Adams / « Unique »
- Amber Riley : Mercedes Jones

- You Give Love a Bad Name de Bon Jovi (Vocal Adrenaline)
- Same Love de Macklemore et Ryan Lewis feat. Mary Lambert (Unique et Will)
- All About That Bass de Meghan Trainor (Mercedes et Roderick)
- Somebody Loves You de Betty Who (Blaine Anderson et Kurt Hummel)
- Time After Time de Cyndi Lauper (Rachel Berry et Sam Evans)
- I Know Where I've Been de Hairspray (Unique Adams)

### Épisode 8: Mariages
- États-Unis /  Canada : 20 février 2015 sur Fox / Citytv
- France : 
  - 18 juillet 2015 sur OCS Max
  - 15 avril 2016 sur W9[7]

- États-Unis : 1,86 million de téléspectateurs[15]

- It's Beautiful de SOFIA (En fond sonore seulement)
- At Last d'Etta James (Mercedes Jones et Artie Abrams)
- Hey Ya! de OutKast (Artie Abrams)
- I'm So Excited de The Pointer Sisters (Maribel Lopez, Pam Anderson, Whitney Pierce et Carole Hudson-Hummel)
- Our Day Will Come (chant traditionnel) (Santana Lopez, Brittany Pierce, Kurt Hummel et Blaine Anderson)

- Sugar Motta est de retour dans cet épisode.
- Le titre français de cet épisode est le même que celui de l'épisode 8 de la saison 2.

### Épisode 9: Le tyran à paillettes
- États-Unis /  Canada : 27 février 2015 sur Fox / Citytv
- France : 
  - 25 juillet 2015 sur OCS Max
  - 18 avril 2016 sur W9[8]

- États-Unis : 1,69 million de téléspectateurs[16]

- Lose My Breath des Destiny's Child (Myron Muskovitz et ses danseuses)
- Friday I'm in Love de The Cure (Spencer Porter et les New Directions)
- I Want to Break Free de Queen (Mason McCarthy)
- Uptown Funk de Mark Ronson feat. Bruno Mars (Jane Hayward, Spencer Porter et Roderick avec les New Directions)
- Break Free d'Ariana Grande feat. Zedd (Rachel Berry, Myron Muskovitz, Will Schuester, Sam Evans, Sue Sylvester et Sheldon Beiste avec les New Directions)
- Cool Kids de Echosmith (New Directions)

### Épisode 10: Grandeur et déchéance de Sue Sylvester
- États-Unis /  Canada : 6 mars 2015 sur Fox / Citytv
- France : 
  - 25 juillet 2015 sur OCS Max
  - 19 avril 2016 sur W9[8]

- États-Unis : 1,81 million de téléspectateurs[17]

- Rather Be de Clean Bandit feat. Jess Glynne (New Directions)
- The Trolley Song de Judy Garland (Doris Sylvester et Sue Sylvester)
- Far from Over de Frank Stallone (Vocal Adrenaline)
- The Final Countdown de Europe (Will Schuester et Sue Sylvester)
- Rise (Composition originale)  (Glee Cast)

- Darren Criss, qui joue le rôle de Blaine, a composé et écrit "Rise", la dernière chanson de l'épisode.

### Épisode 11: L'âme du Glee Club
- États-Unis /  Canada : 13 mars 2015 sur Fox / Citytv
- France : 
  - 1er août 2015 sur OCS Max
  - 20 avril 2016 sur W9[8]

- États-Unis : 2,02 millions de téléspectateurs[18]

- Jonathan Groff : Jesse St-James

- Listen to Your Heart de Roxette (Rachel et Jesse)
- Broken Wings de Mr. Mister (The Falconers)
- We Built This City de Starship (Vocal Adrenaline)
- Mickey de Toni Basil (Vocal Adrenaline)
- Take Me to Church de Hozier (Roderick avec les New Directions et Dalton Academy Warblers)
- Chandelier de Sia (Madison McCarthy avec les New Directions et Dalton Academy Warblers)
- Come Sail Away de Styx (Mason McCarthy avec les New Directions et Dalton Academy Warblers)

- Jesse St-James, interprété par Jonathan Groff, est de retour dans cet épisode.

### Épisode 12: 2009
- États-Unis /  Canada : 20 mars 2015 sur Fox[5] / Citytv
- France : 
  - 1er août 2015 sur OCS Max
  - 21 avril 2016 sur W9[8]

- États-Unis : 2,69 millions de téléspectateurs[19]

- Jenna Ushkowitz : Tina Cohen-Chang
- Jayma Mays : Emma Pillsbury Schuester
- Mark Salling : Noah "Puck" Puckerman
- Harry Shum Jr : Mike Chang
- Jessalyn Gilsig : Terri Delmonico
- Mike O'Malley : Burt Hummel
- Kent Avenido : Howard Bamboo

- Popular de Wicked (Kurt Hummel et Rachel Berry)
- Mr. Cellophane de Chicago (Kurt Hummel)
- I'm His Child de Zella Jackson Price (Mercedes Jones avec la chorale de l’église)
- I Kissed a Girl de Katy Perry (Tina Cohen-Chang)
- Pony de Ginuwine (Artie Abrams)
- Disco Inferno de The Trammps (The Singsations)
- Don't Stop Believin' de Journey par (New Directions)

Ces personnages apparaissent seulement dans une scène flash-back de la saison 1 durant Don't Stop Believin' : 
- Dianna Agron : Quinn Fabray
- Naya Rivera : Santana Lopez
- Heather Morris : Brittany S. Pierce
- Cory Monteith : Finn Hudson

### Épisode 13: Le rêve devient réalité
- États-Unis /  Canada : 20 mars 2015 sur Fox[5] / Citytv
- France : 
  - 1er août 2015 sur OCS Max
  - 22 avril 2016 sur W9[8]

- États-Unis : 2,54 millions de téléspectateurs[19]

- Dianna Agron : Quinn Fabray
- Naya Rivera : Santana Lopez
- Heather Morris : Brittany S. Pierce
- Jenna Ushkowitz : Tina Cohen-Chang
- Jayma Mays : Emma Pillsbury Schuester
- Mark Salling : Noah Puckerman / "Puck"
- Harry Shum Jr : Mike Chang
- Jonathan Groff : Jesse St-James
- Vanessa Lengies : Sugar Motta
- Becca Tobin : Kitty Wilde
- Jessalyn Gilsig : Terri Delmonico
- Jacob Artist : Jake Puckerman
- Mike O'Malley : Burt Hummel
- Romy Rosemont : Carole Hudson-Hummel
- Blake Jenner : Ryder Lynn

L'épisode commence avec une ellipse : les New Directions remportent les Nationales. Impressionné par la progression du Glee Club depuis ses débuts, Bob Harris, membre du conseil d'administration du lycée, se rend compte que supprimer les matières artistiques dans les lycées était une erreur au regard des résultats obtenus par le lycée McKinley, et décide d'en faire une école d'art, avec Will comme directeur. Ce dernier rejoint ensuite la salle de répétition, où les New Directions l'attendent et le portent en triomphe. Il leur annonce qu'il y aura désormais plusieurs clubs de chants, mais qu'il ne pourra être le coach d'aucun d'entre eux. Sam se révèle être le nouveau coach des New Directions.
Sam, Kurt, Rachel, Blaine, Artie et Tina rejoignent ensuite l'auditorium, où Mercedes leur annonce, très émue, qu'elle va faire partie de la tournée de Beyoncé. Elle leur chante ensuite sa reconnaissance et la certitude qu'ils se reverront tous un jour.
Kurt et Blaine retrouvent Sue dans le nouveau bureau de Will. Ils la remercient chaleureusement de les avoir réconciliés ; Sue remercie alors Kurt de lui avoir ouvert l'esprit par sa volonté de s'affirmer tel qu'il est et son courage face à ses brimades récurrentes. Elle rejoint ensuite Will, face à qui elle reconnaît sa défaite. Dans un flashforward en 2020, elle se rend à une interview avec Geraldo Rivera, au cours duquel on apprend qu'elle est devenue vice-présidente des États-Unis.
Une autre ellipse révèle ce que sont devenus les personnages en 2020 : Artie est désormais réalisateur et s'est remis avec Tina, Mercedes est une chanteuse réputée, Rachel est mère porteuse pour Kurt et Blaine et s'est mariée avec Jesse. Ils se réunissent tous à la cérémonie des Tony Award, que Rachel remporte pour sa comédie musicale "Jane Austen Chante". 
- Teach Your Children de Crosby, Stills, Nash and Young (Will Schuester)
- Someday We'll Be Together de Diana Ross & The Supremes (Mercedes Jones)
- The Winner Takes It All de ABBA (Sue Sylvester et Will Schuester)
- Daydream Believer de The Monkees (Kurt Hummel et Blaine Anderson)
- This Time  (composition originale) (Rachel Berry)
- I Lived de OneRepublic (Will Schuester, Sam Evans, Artie Abrams, Rachel Berry, Roderick Meeks, Mercedes Jones, Blaine Anderson et Kurt Hummel avec Wade "Unique" Adams, Alistair, Sheldon Beiste, Mike Chang, Tina Cohen-Chang, Terri Del Monico, Quinn Fabray, Principal Figgins, Joe Hart, Jane Hayward, Carole Hudson-Hummel, Burt Hummel, Becky Jackson, Dave Karofsky, Santana Lopez, Ryder Lynn, Madison McCarthy, Mason McCarthy, Sugar Motta, Brittany Pierce, Emma Pillsbury-Schuester, Spencer Porter, Jake Puckerman, Noah Puckerman, Matt Rutherford, Jesse St. James, Sue Sylvester, Kitty Wilde et Lauren Zizes)

## Autour de la série
- Le tournage a commencé le 3 septembre 2014 et s'est fini le 22 février 2015[20].
- Lea Michele, Darren Criss, Chris Colfer, Chord Overstreet, Kevin McHale, Amber Riley, Jane Lynch, Matthew Morrison et Dot Jones seront de retour en tant que personnages réguliers[21].
- Quant à Jenna Ushkowitz, Naya Rivera[22], Max Adler, Dianna Agron, Mark Salling, Jayma Mays (contrairement à ce qui avait été annoncé) et Lauren Potter, ils seront des personnages invités et n'apparaîtront que dans quelques épisodes[23].